# ハーバート・ハウプトマン
ハーバート・アーロン・ハウプトマン（Herbert Aaron Hauptman, 1917年2月14日 - 2011年10月23日）は、アメリカ合衆国の数学者。分子の結晶構造の決定に新しい数学的方法を導入し、新しい時代を切り開いた。今日では、ハウプトマンが改良、改善した「ハウプトマンの直接法」は複雑な分子の構造を解くために世界中の研究室で使われている。広く使われているこの数学的方法を開発したことに対して、ハウプトマンとジェローム・カールに1985年度のノーベル化学賞が贈られた。

## 人生
ドイツ系ユダヤ人移民のイスラエル・ハウプトマンとレア・ローゼンフィールドの長子として、ニューヨークで生まれた。1940年11月10日にエディス・シトリネルと結婚し、1947年にバーバラ、1950年にキャロルという2人の子供に恵まれた。
幼い頃から科学と数学に興味を抱き、タウンセンドハリス高校、ニューヨーク市立大学シティカレッジを経て、1939年にコロンビア大学で数学の修士号を得た。
戦後から、ワシントンD.C.の海軍研究所でジェローム・カールとともに働き始め、同時にメリーランド大学カレッジパーク校で博士課程の研究を始めた。数学と物理化学を組み合わせることで、X線結晶構造解析の位相の問題に取り組むことができた。1954年に博士号を得て、彼らはX線結晶構造解析の直接法の基礎的な研究を始めた。1953年のモノグラフ「位相問題の解決1　中心対称性を持つ結晶」 (Solution of the Phase Problem I. The Centrosymmetric Crystal) の中では、最も大切なのは確率的な方法論を導入することだというアイデアが述べられている。
1970年、彼はバッファロー医学財団の結晶学グループに参加し、1972年にリサーチドクターになった。この時代の初期には、彼は近い原理を系統立てて概念を拡大することを進めた。これらの理論は後の数十年でさらに発展していった。
2011年10月23日、アメリカ合衆国ニューヨーク州バッファローで死去。94歳没。

## 研究
ハウプトマンは、著書なども含めて170以上の論文を発表している。1970年から、彼はバッファロー医学財団の結晶学グループに参加し、1972年にリサーチドクターになった。晩年はバッファロー医学財団を前身とするハウプトマン・ウッドワード医学研究所の所長をしていた。またここの生物物理学の教授、ニューヨーク州立大学バッファロー校のコンピュータ科学の教授でもあった。バッファローに来る前、彼は1947年から海軍の研究所で数学者として働いていた。

## 受賞・栄誉等
- 1936年 ベルデン賞数学部門
- 1959年 アメリカ学術者協会ピュアサイエンス賞
- 1969年 - 1970年 ワシントン哲学学会会長
- 1979年 - 1980年 独立研究者協会会長
- 1984年 パターソン賞
- 1985年 ノーベル化学賞
- 1985年 メリーランド大学カレッジパーク校から名誉学位
- 1986年 ニューヨーク市立大学シティカレッジから名誉学位
- 1986年 バッファローイブニングニュース誌のシチズンオブザイヤー
- 1986年 ノートンメダル
- 1986年 アメリカ化学会ショールコップ賞
- 1986年 ゴールドプレート賞
- 1987年 クック賞
- 1987年 エクルズ・ハウプトマン生徒賞の設立
- 1988年 全米科学アカデミー会員に選出
- 1988年 ヒューマニスト賞
- 1989年 パルマ大学（イタリア）から名誉学位
- 1989年 デュービル大学から名誉学位
- 1990年 バル＝イラン大学大学（イスラエル）から名誉学位
- 1990年 コロンビア大学から名誉学位
- 1991年 ニューサウスウェールズ大学からディラック・メダル
- 1992年 ロッズ工科大学（ポーランド）から名誉学位
- 1992年 クイーンズ大学（カナダ）から名誉学位